# ¿Dónde está Kate?

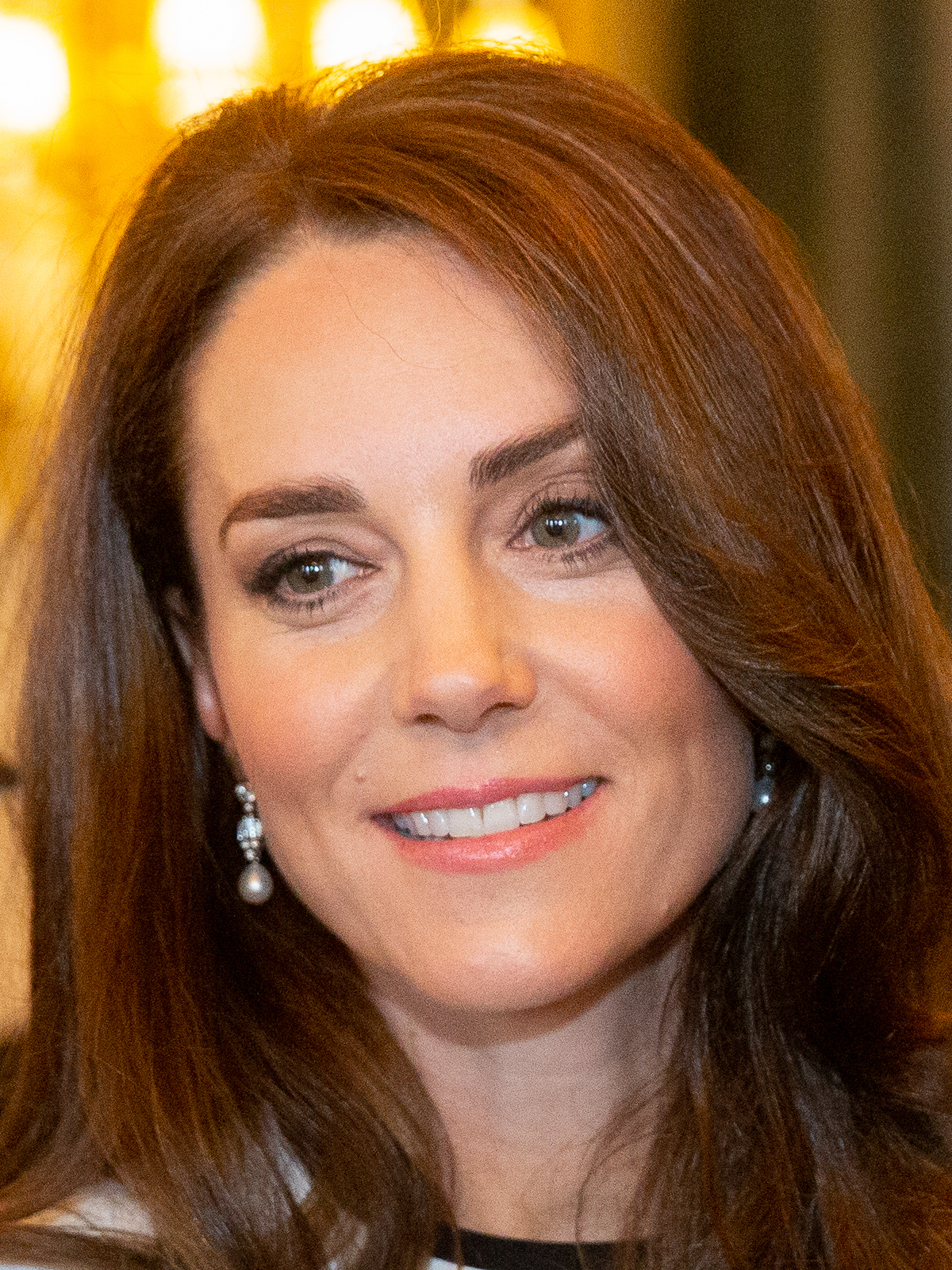
Catalina de Gales, en mayo de 2023.

El 22 de marzo de 2024, Catalina, princesa de Gales, anunció que está sometiéndose a un tratamiento preventivo de quimioterapia tras recibir un diagnóstico de cáncer. El anuncio llegó después de meses de especulación sobre su salud y su ausencia pública, conocida como «¿Dónde está Kate?», luego de que se sometiera a un procedimiento de cirugía abdominal en la Clínica de Londres el 16 de enero. La especulación aumentó después de que su esposo, el príncipe Guillermo, se retirara repentinamente del servicio conmemorativo para Constantino II de Grecia, su padrino, el 27 de febrero, y después de que una fotografía del Día de la Madre publicada por la familia el 10 de marzo fuera retirada por varias agencias importantes tras la identificación de inconsistencias en la imagen.
Varios comentaristas y medios de comunicación se refirieron en inglés a las teorías de conspiración que rodeaban la ausencia de Catalina como «Katespiracies», y la controversia de la fotografía como «Kategate». La especulación atrajo una cobertura de prensa significativa y comentarios sobre la privacidad de la familia real, la gestión de comunicaciones, y la transparencia.

## Historia

### Hospitalización
El Palacio de Kensington emitió un comunicado el 17 de enero de 2024 informando que Catalina, princesa de Gales, había sido sometida a una «cirugía abdominal» en la Clínica de Londres el día anterior, y permanecería en el hospital durante hasta dos semanas. El comunicado indicaba que era «poco probable que regresara a sus deberes públicos hasta después de la Pascua», y que Catalina deseaba que los detalles de su salud permanecieran sin revelar. Noventa minutos después, el Palacio de Buckingham anunció que Carlos III, su suegro, se sometería a un «procedimiento correctivo» la semana siguiente debido a un agrandamiento benigno de la próstata. Fuentes reales aclararon que la condición de Catalina no estaba relacionada con el cáncer. Mientras estaba en el hospital, fue visitada por su esposo y su suegro.
Catalina regresó a Adelaide Cottage, el hogar familiar de los Galeses en Windsor Home Park, el 29 de enero, trece noches después de su cirugía. Un portavoz dijo que estaba «progresando bien». El Príncipe Guillermo pospuso temporalmente sus deberes para cuidar de la familia, regresando el 7 de febrero para una ceremonia de investidura. El Palacio de Kensington anunció que solo proporcionaría actualizaciones significativas sobre la recuperación de Catalina. Antes de su hospitalización, se informó que Catalina y Guillermo estaban planeando un viaje al extranjero en primavera, posiblemente a Letonia o Italia. Aunque el comunicado inicial del Palacio de Kensington indicaba que Catalina no volvería a sus deberes oficiales hasta después de la Pascua, los comentaristas sugirieron que su regreso podría posponerse unas semanas debido a las vacaciones escolares de sus tres hijos.

### Especulaciones iniciales
Después de que se revelara con franqueza su operación planificada, lo cual fue considerado inusual, la especulación sobre la naturaleza de su tratamiento creció en las redes sociales y la prensa nacional. Entre las teorías de conspiración, se sugería que Catalina se estaba escondiendo debido a un mal peinado, se estaba recuperando de una cirugía de aumento de glúteos, o estaba enfrentando tensiones en su matrimonio. El 1 de febrero, fuentes reales desestimaron una afirmación en un programa de televisión en español de Concha Calleja de que Catalina estaba en coma, calificándola de «fundamentalmente, totalmente inventada».
Varios eventos aumentaron la especulación sobre la ausencia de Catalina. El 27 de febrero, con menos de una hora de anticipación, Guillermo se retiró de un servicio de acción de gracias por Constantino II de Grecia, su padrino, en el que se suponía que iba a participar. Un comunicado del Palacio de Kensington atribuyó la cancelación a un «asunto personal». La cancelación repentina generó especulaciones de que estaba relacionada con la salud de Catalina. Fuentes reales dijeron que ella estaba bien y que su continuada ausencia obedecía a su cronograma de recuperación. El 4 de marzo, TMZ, un tabloide estadounidense, publicó la primera fotografía de Catalina desde el día de Navidad de 2023. En la fotografía paparazzi, ella está usando gafas de sol, en el asiento delantero de un automóvil conducido por su madre, Carole Middleton. Las organizaciones de noticias británicas no distribuyeron la fotografía porque infringía sus directrices de privacidad. El 5 de marzo, el Ejército Británico eliminó una afirmación en el sitio web del Ministerio de Defensa de que Catalina asistiría a su ceremonia Trooping the Colour el 8 de junio. El anuncio no había sido aprobado por el Palacio de Kensington.

## Fotografía del Día de la Madre

### Publicación
El 10 de marzo, con motivo del Día de la Madre en el Reino Unido, las cuentas de redes sociales de los Galeses publicaron una fotografía de Catalina sentada en una silla y rodeada por sus hijos. El texto que acompañaba la publicación, firmado por Catalina, agradecía a todos los bienhechores por su continuo apoyo y les deseaba un feliz Día de la Madre. Fue la primera fotografía oficial de Catalina que se publicó desde el día de Navidad, y apareció en la portada de periódicos y sitios de noticias en línea. La publicación de la fotografía fue considerada como un intento de disminuir la especulación sobre el paradero y la condición de Catalina.
La fotografía fue capturada utilizando una cámara digital Canon 5D Mark IV con un objetivo Canon de 50 mm. El Palacio de Kensington declaró que la fotografía fue tomada en 2024 por Guillermo. No era inusual que la familia publicara fotografías tomadas por miembros de la familia en lugar de fotografías profesionales, comenzando con la primera fotografía oficial del recién nacido Príncipe Jorge, que fue tomada por Michael Middleton, el padre de Catalina. La fotografía fue distribuida por PA Media a otros medios de comunicación británicos bajo embargo.

### Retractación y disculpas
Más tarde esa noche, Associated Press retiró la fotografía, indicando que «la fuente había manipulado la imagen». Otras agencias siguieron con avisos de cancelación, incluyendo Reuters, Agence France-Presse, Getty Images y European Pressphoto Agency. PA Media dijo que había contactado al Palacio de Kensington sobre las preocupaciones pero no retiraría la imagen. Después de no recibir tal aclaración, también retiraron la imagen. El desastre ocupó las portadas de los principales tabloides y periódicos británicos el 11 de marzo, incluyendo The Sun, Daily Telegraph, Daily Mirror y Metro.
Una publicación en redes sociales firmada por Catalina el 11 de marzo dijo que ocasionalmente experimentaba con la edición siendo una fotógrafa amateur, y se disculpó «por cualquier confusión». El Palacio de Kensington dijo que no publicaría la fotografía sin editar. Fuentes reales dijeron que no estaba destinada a ser una fotografía profesional, sugiriendo que las ediciones eran menores. Más tarde ese día, se vio a Catalina salir de Windsor en un automóvil con Guillermo. Este último asistía al servicio del Día de la Mancomunidad en Londres, mientras que se entendía que Catalina tenía una cita privada.
La controversia provocó memes en Internet especulando sobre el paradero de Catalina o ridiculizando la gestión de la especulación por parte de la familia real. La revista satírica Private Eye publicó una portada paródica, con una inserción del Príncipe Andrés en la fotografía editada. En una sesión informativa en la Casa Blanca, la secretaria de prensa Karine Jean-Pierre fue preguntada si la Casa Blanca alteraba digitalmente fotografías del presidente o del vicepresidente, en referencia a la controversia. En los Países Bajos, cuando una niña le dijo al rey Guillermo-Alejandro que había visto una foto de él con su familia, el Rey respondió en broma: «¿De verdad? Al menos no la retocamos digitalmente».
A pesar de la extensa cobertura en los medios de comunicación, es posible que no sea la primera vez que se haya publicado una fotografía o retrato manipulado por la casa real. Ejemplos históricos incluyen un retrato de Enrique VIII con Juana Seymour y su hijo adolescente Eduardo VI (Juana había fallecido dos semanas después de dar a luz a Eduardo) y múltiples fotografías alteradas de la Reina Victoria. Hubo acusaciones de que una foto de la Reina Isabel con muchos de sus bisnietos y nietos, nuevamente tomada por Catalina en Balmoral, era una composición de varias imágenes diferentes. Catalina ha sido patrona de la Royal Photographic Society desde junio de 2019, y anteriormente se describió a sí misma como una «fotógrafa amateur entusiasta». El departamento de fotografía de The Observer arrojó considerable duda sobre la fotografía real de 2022.

### Incoherencias comunicadas
En su decisión original de retirar la fotografía, Associated Press señaló «una inconsistencia en la alineación de la mano izquierda de la Princesa Carlota». El puño de su cárdigan estaba desalineado, una parte de la manga parecía estar ausente, dejando el puño desprendido del suéter.
Varias otras inconsistencias fueron reportadas más tarde en línea y por medios de comunicación. Por ejemplo, los dedos del Príncipe Luis estaban posicionados de manera incómoda, y las hojas de los árboles en el fondo aparecían inusualmente verdes para la temporada. La mano derecha de Catalina estaba borrosa, mientras que el suéter de Luis, sobre el cual descansaba, no lo estaba. El patrón en los suéteres tanto de Jorge como de Luis parecía estar alterado. Otros desenfoques incluían el cabello de Catalina y la rodilla de Carlota en su borde con el fondo. La cremallera de Catalina parecía estar desalineada, y había una desalineación en la base de una puerta de madera en el fondo. En una rareza separada, los analistas notaron que Catalina no llevaba puesto su anillo de compromiso o de matrimonio.

## Video de Windsor Farm Shop
Durante el fin de semana del 16 de marzo, un miembro del público informó haber visto a Catalina y Guillermo en Windsor Farm Shop sin sus hijos. Para la tarde del 18 de marzo, imágenes de su visita aparecieron en TalkTV, filmadas por un miembro del público. El camarógrafo afirmó que Catalina estaba «relajada» y «contenta de poder ir a una tienda y mezclarse».
TMZ publicó el video el 18 de marzo junto con los metadatos correspondientes del archivo, que indicaban que el video fue filmado el 16 de marzo. Tanto el Palacio de Kensington como el Windsor Farm Shop se negaron a confirmar o negar la autenticidad del video. Algunos medios de comunicación fueron inicialmente escépticos, dado que las decoraciones navideñas fuera de temporada se veían en el fondo del video. The Washington Post no consideró que los metadatos publicados fueran una confirmación absoluta, señalando que los metadatos en un iPhone pueden ajustarse fácilmente en la aplicación Fotos nativa. Sin embargo, una fotografía de la tienda, fechada el 18 de marzo, y una visita de The Telegraph confirmaron que las estructuras decoradas similares a cobertizos vistas en el video estaban allí.
Aunque el video de la tienda agrícola provocó que las teorías de conspiración disminuyeran, no afectó la especulación sobre la salud de Catalina. Un editor senior de redes sociales en el Daily Mirror desarrolló una teoría de conspiración de que su portada de Vogue de 2016 fue utilizada en la fotografía manipulada. La teoría atrajo 49 millones de vistas y fue rechazada por el experto en desinformación Elliot Higgins, quien la calificó de «absurda». Otra teoría de conspiración que afirmaba que el sujeto del video no era Catalina, sino en realidad una persona parecida o un doble de cuerpo, fue promovida por el presentador de televisión estadounidense Andy Cohen y la locutora de la BBC Sport Sonja McLaughlan. BBC News informó que no había evidencia que respaldara esta teoría, y TikTok dijo que reduce activamente el alcance de las teorías de conspiración no fundamentadas sobre la Familia Real.

## Anuncio de diagnóstico de cáncer

### Supuesta filtración de datos de historiales médicos
El 19 de marzo, la Oficina del Comisionado de Información emitió un comunicado diciendo: «Podemos confirmar que hemos recibido un informe de violación y estamos evaluando la información proporcionada». Se cree que la Clínica de Londres contactó al Palacio de Kensington para informarles sobre la presunta violación, que se cree está relacionada con los registros personales de salud y notas de Catalina. La clínica emitió un comunicado el 20 de marzo en el que afirmaba que si se encontraba que su personal era responsable de una violación, se tomarían medidas disciplinarias. Se informó que tres miembros del personal estaban bajo investigación.

### Discurso televisado
En el noticiero del 22 de marzo a las 6 p. m., Catalina anunció en un video pregrabado que los exámenes de diagnóstico tras su cirugía en enero habían mostrado que «el cáncer estaba presente» y que comenzó «un curso de quimioterapia preventiva», comenzando a finales de febrero. La declaración solicitaba que se le diera a la familia «algo de tiempo, espacio y privacidad», y exhortaba a los pacientes con cáncer «a no perder la fe ni la esperanza». El video había sido filmado por BBC Studios dos días antes. Un portavoz del Palacio de Kensington dijo que no revelaría «ninguna información médica privada adicional». Catalina también afirmó que había pasado tiempo con su esposo explicando adecuadamente la situación y tranquilizando a sus tres hijos pequeños.
El anuncio fue recibido con elogios internacionales para Catalina y una feroz condena hacia la especulación y la propagación de teorías conspirativas que lo precedieron. Muchos medios señalaron que demostró valentía al anunciar su diagnóstico.

## Comentarios y repercusiones

### Privacidad
Algunos comentaristas defendieron la privacidad de Catalina, criticando la especulación. Justin Welby, el Arzobispo de Canterbury, comparó la propagación de teorías de conspiración con «cotilleos de pueblo» y argumentó que las personas deberían poder «vivir sus vidas en paz sin que todos exijan que demuestren algo cada dos días». Cuando se le preguntó sobre la especulación en una entrevista para el programa Sunday con Laura Kuenssberg, Charles Spencer, conde Spencer, hermano de Diana, princesa de Gales, dijo que «se preocupa por lo que le sucedió a la verdad», pero que la especulación «era más peligrosa» en el momento de la muerte de Diana.
Apoyando a Catalina después de su disculpa por la fotografía del Día de la Madre, algunos comentaristas argumentaron que fue utilizada como chivo expiatorio por el Palacio de Kensington para asumir la responsabilidad, con su cuerpo convertido en una mercancía para el consumo público. Escribiendo en The Telegraph, el periodista Tim Stanley sugirió que la monarquía estaba siendo sometida a un estándar imposible, llamando a Catalina «demasiado buena para la mezquina Gran Bretaña».

### Repercusiones amplias en la monarquía
Muchos comentaristas discutieron la relación entre la privacidad de la familia real y sus deberes ceremoniales, reflexionando sobre la declaración de Isabel II de que la familia real tiene «que ser vista para ser creída». La ausencia de Catalina fue contrastada con la visibilidad y apertura de Carlos sobre su tratamiento, aunque algunos comentaristas sugirieron que las comparaciones con Carlos eran injustas dadas sus diferentes roles. Las preocupaciones de salud de ambos miembros trabajadores de la realeza llevaron a especulaciones sobre la capacidad de la familia para continuar con sus deberes públicos. La biógrafa de Carlos, Catherine Mayer, dijo que la especulación reveló «cómo la familia real ha pasado de tener demasiadas personas a tener muy pocas en poco tiempo».
Al examinar la respuesta del palacio después de la retirada de la fotografía, una encuesta de YouGov informó que el 49 % del público británico creía que se había revelado la cantidad adecuada de información sobre la salud y la ausencia pública de Catalina, mientras que el 20 % dijo que era insuficiente; una semana después, un tercio de los encuestados dijo que se había revelado muy poco detalle.

### Gestión de las comunicaciones
La fotografía del Día de la Madre fue el punto álgido de una creciente especulación y el catalizador para que fuera reportada por los medios de comunicación principales. El biógrafo real Hugo Vickers comentó que en lugar de tranquilizar al público, el desastre había «hecho completamente lo contrario». El experto en realeza Richard Fitzwilliams compartió la misma opinión, y calificó el desastre como «un trabajo de relaciones públicas torpe en lugar de algo particularmente siniestro». Mark Borkowski, un experto en relaciones públicas, dijo que el palacio debería publicar la fotografía sin editar para desmentir los rumores, una llamada que fue respaldada por la Asociación Británica de Fotógrafos de Prensa. CNBC informó que se habían escrito 276,000 artículos sobre Catalina desde el inicio de 2024, casi tres veces más que el número de artículos escritos sobre el presidente de EE. UU. Joe Biden y el expresidente Donald Trump combinados.
Los comentaristas han señalado la adherencia de la familia real a su estrategia de mínima divulgación de nunca quejarse, nunca explicar, argumentando que la estrategia solo exacerbó la especulación, y ya no es sostenible en la era de la información. Según E. J. Dickson de Rolling Stone, la falta percibida de transparencia y rendición de cuentas del palacio se consideró inadecuada dada la extensa cobertura internacional.

### Confianza en la familia real
Para varios comentaristas, la controversia planteó preguntas sobre la confianza en la familia real y su transparencia, con preocupaciones relevantes para los debates sobre la desinformación. El 14 de marzo, Phil Chetwynd, director de noticias globales de AFP, dijo que la controversia había planteado «grandes problemas» para la relación de la agencia con el Palacio de Kensington, cuya producción futura sería revisada rigurosamente antes de la publicación. Chetwynd dijo que el palacio «absolutamente no» era una fuente confiable, y que los avisos de cancelación emitidos eran más típicos para fotografías de las agencias de noticias estatales de Corea del Norte e Irán.
Los críticos de la monarquía utilizaron la ausencia de Catalina y la fotografía del Día de la Madre para argumentar que la familia real es excesivamente secreta o poco confiable. Graham Smith, CEO del grupo de presión republicano Republic, dijo que la controversia mostraba «un desprecio general por el público» y «dañaba significativamente su reputación».
La biógrafa real Sally Bedell Smith dijo que «hay demasiada incertidumbre que rodea a la monarquía en este momento». Los periodistas Tanya Gold y Camilla Cavendish compararon la retirada de la visibilidad pública de la reina Victoria tras la muerte del príncipe Alberto, señalando que el apoyo a la monarquía disminuyó y luego se recuperó a su regreso. Una encuesta de YouGov del 15 al 17 de marzo encontró que mientras la mitad de los británicos habían visto las teorías de conspiración en las redes sociales, el 68 % dijo que la controversia no había afectado su opinión sobre Catalina.